# Навернення

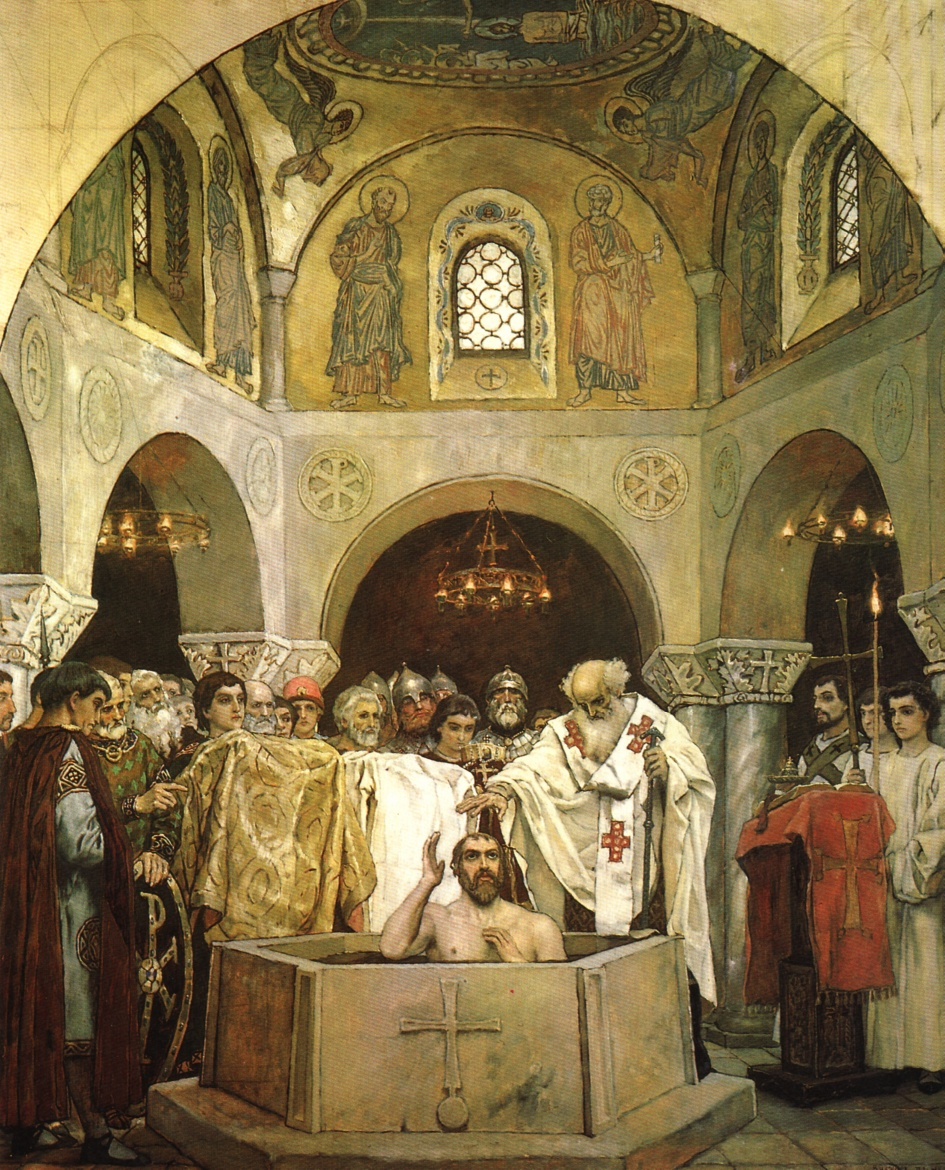
Хрещення київського князя Володимира.

Наве́рнення, або конве́рсія (лат. conversio, «зміна») — прийняття іншої віри, або релігії. Особу, що навертається до нової віри, називають конверти́том, або новонаверненим.

## Піренейський півострів
- Нові християни — юдеї та мусульмани в Іспанії та Португалії, що прийняли християнство.

## Україна
Релігійна історія України багата на конверсії у межах християнства як індивідуальні, так і колективні.
- Князівські роди, що перейшли з язичництва до християнства: Амали, Гедиміновичі, Рюриковичі;
- Українські князівські роди, що перейшли з православ'я у католицтво: Вишневецькі, Острозькі, Чорторийські, Санґушки;
- Українські ординські й татарські роди, що перейшли з ісламу до православ'я: Глинські, Достоєвські;
- Українські єврейські роди, що перейшли з юдаїзму у православ'я (так звані вихрести, крижанівські): Герцики, Марковичі.